# Leo Ornstein
Leo Ornstein (Krementxuk, Ucraïna, 11 de desembre de 1895 – Green Bay, Wisconsin, EUA, 24 de febrer de 2002) fou un pianista i compositor ucraïnès nacionalitzat estatunidenc que gaudí d'una llarga vida, arribant als 106 anys.
Feu els primers estudis de piano en el Conservatori de Sant Petersburg, on s'assenyala com infant prodigi. Establert a Nova York, el 1906 fou alumne de Tapper en l'Institute of Musical Art, debutant com a concertista en aquella ciutat el 1911.
Des de llavors va realitzar gires de concerts en nombroses capitals d'Europa i Amèrica. Compositor autodidacte, la seva obra presenta un caràcter verdaderament anàrquic, del que en presumeix el mateix autor, declarant que no té res a veure amb la forma ni amb la preceptiva musical acceptada gregàriament per la majoria dels seus col·legues.
De la seva obra com a compositor cal destacar: dos concerts per a piano; dos poemes simfònics, titulats The Life of Man i The Fog; diverses peces per a orquestra, música de cambra, sonates i obres corals i per a piano.